# St.-Georg-Kirche (Bledeln)

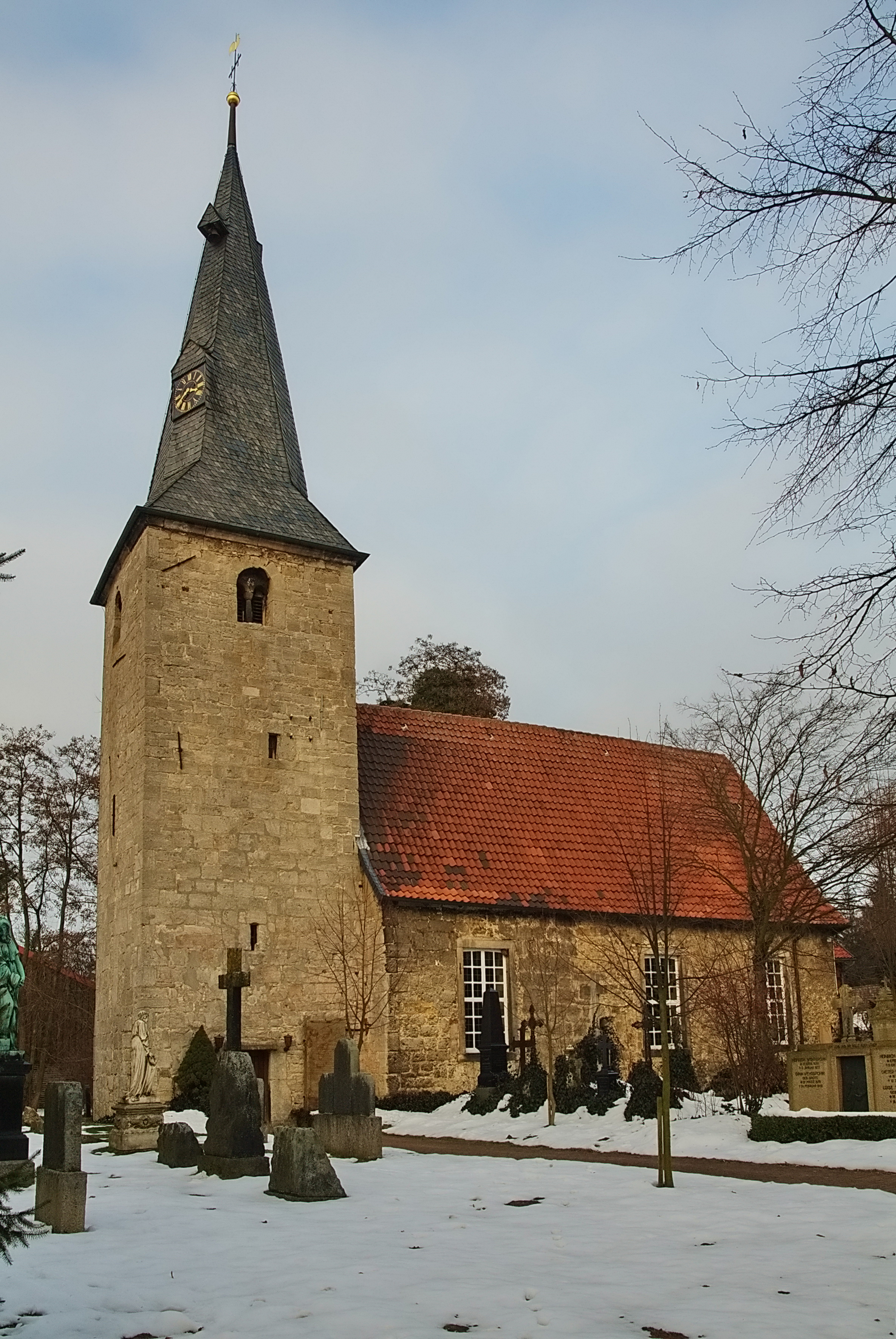
Kirche zu Bledeln

Die St.-Georg-Kirche zu Bledeln ist eine evangelische Kirche im Ortsteil Bledeln der niedersächsischen Gemeinde Algermissen südöstlich von Hannover. Sie ist das Wahrzeichen des Dorfes. Die Kirchengemeinde gehört zum Kirchenkreis Hildesheim-Sarstedt im Sprengel Hildesheim-Göttingen der Evangelisch-lutherischen Landeskirche Hannovers.

## Beschreibung
Das Kirchengebäude ist einschiffig und aus quaderförmigen Steinen errichtet, was auf ein hohes Alter deutet. Der Ostteil der Kirche wurde 1718 entsprechend dem damaligen Stil – in barocker Form – erneuert und verlängert. Auch die Balkendecke war in diesem Stil gehalten, wurde jedoch im vergangenen Jahrhundert, etwa 1821, mit einer Bretterdecke beschlagen. Um die Kosten der Erneuerung und Erweiterung des Kirchenraumes bestreiten zu können, unternahm der damalige Pastor Filter, Zitat: selbst eine Kollektenreise, von welcher er ein artiges Kapital heimbrachte.
Auch der König von England, Georg I., spendete 100 Taler in Gold. Auf den Umbau weist eine Inschrift auf der Oberschwelle der Osttür hin: 1718 – In HonoreM nostrl Creatorls aeDes eXtrVCta – Christoph Vilter p(ro)t(empore)pastor j. Lauenstein C.D. Gott provisores...custos. Im Jahre 1962 wurde das Innere der Kirche erneut umgestaltet und die Empore wurde um eine Fensterbreite verkürzt, ebenso wie der Altarraum. Dadurch konnte Raum für zusätzliche Sitzplätze geschaffen werden. Aus dem Altarraum und dem Mittelgang wurden die Grabsteine entfernt und durch Fliesen ersetzt.

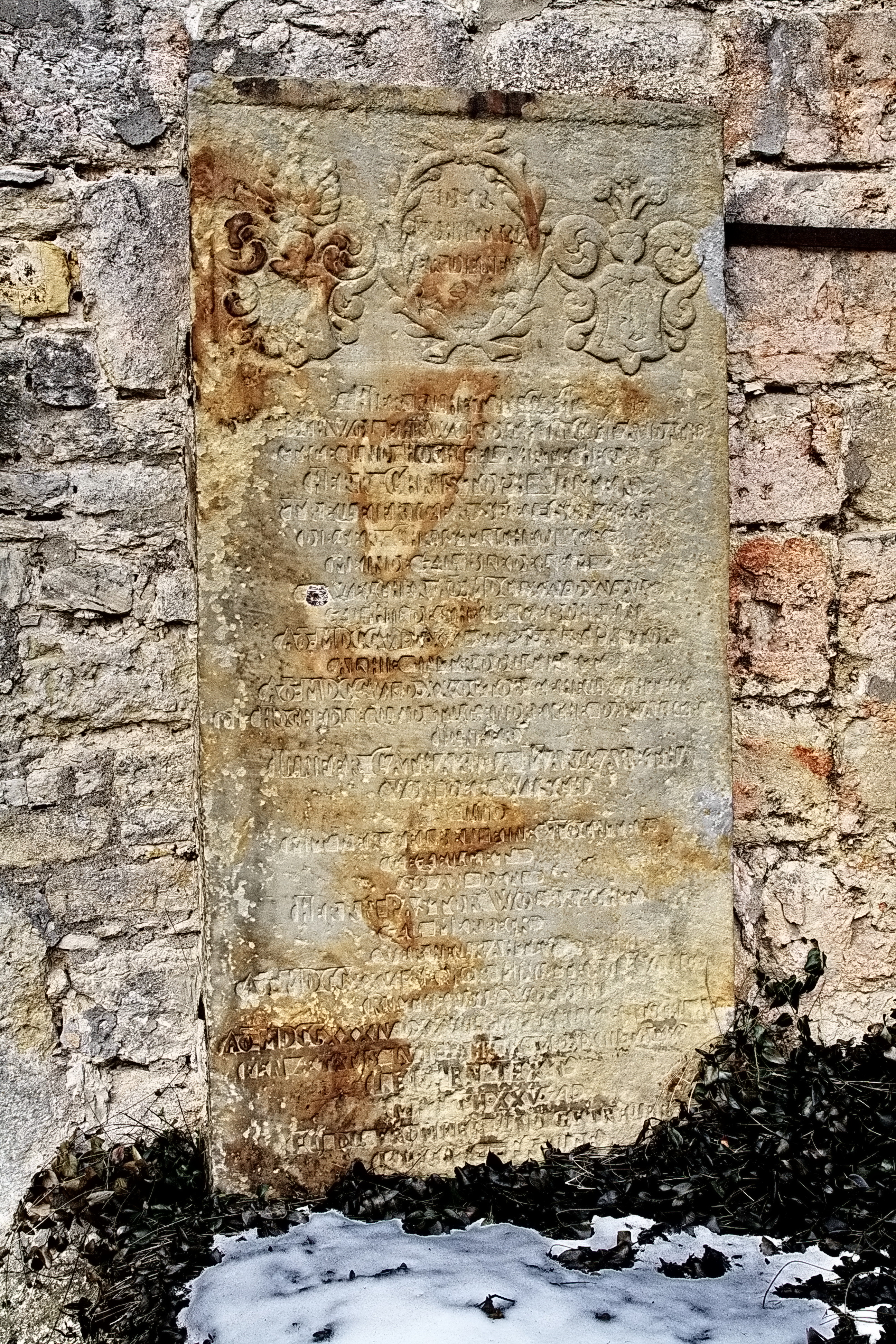
Inschriften
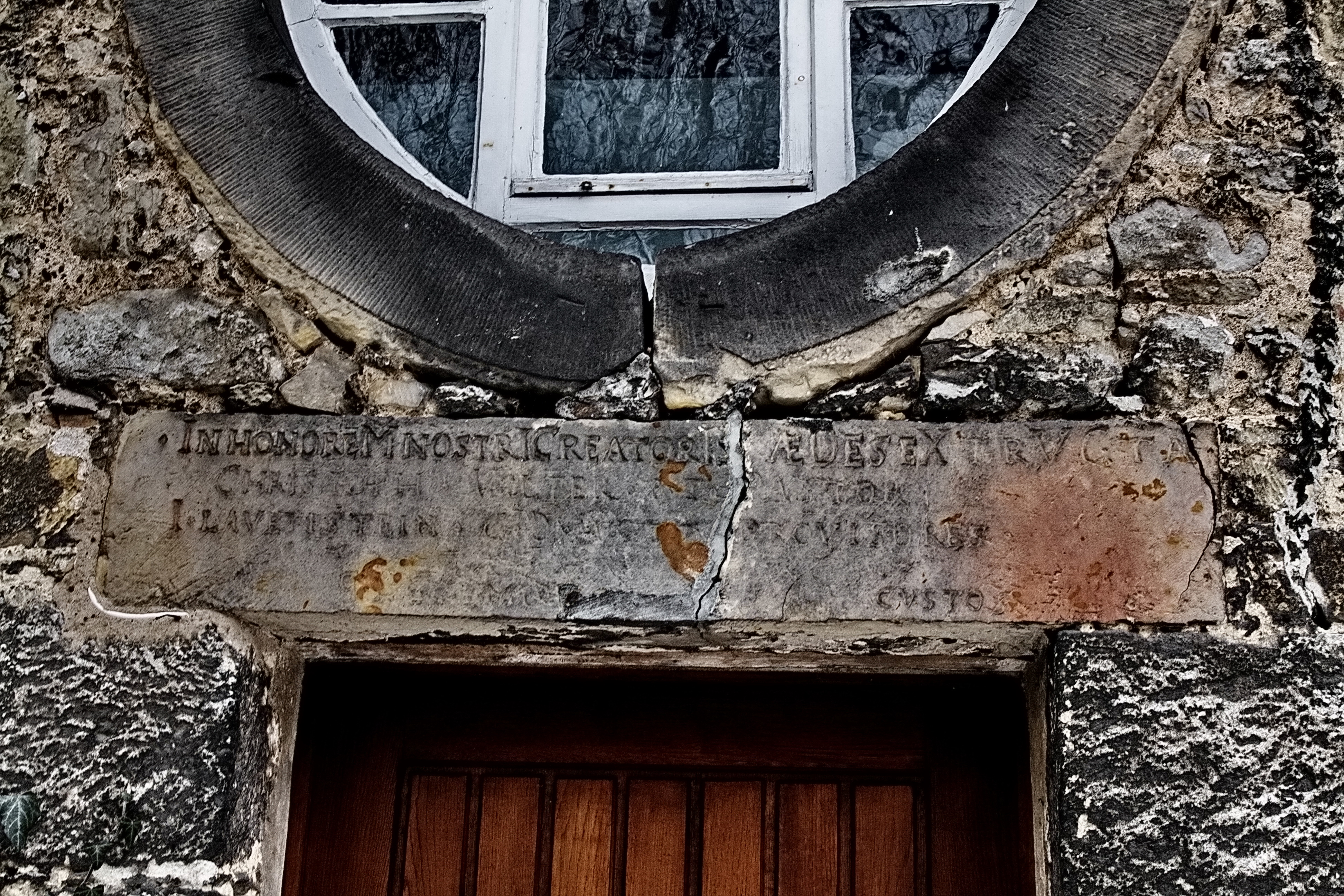
Inschrift über der Osttür zum Umbau 1718
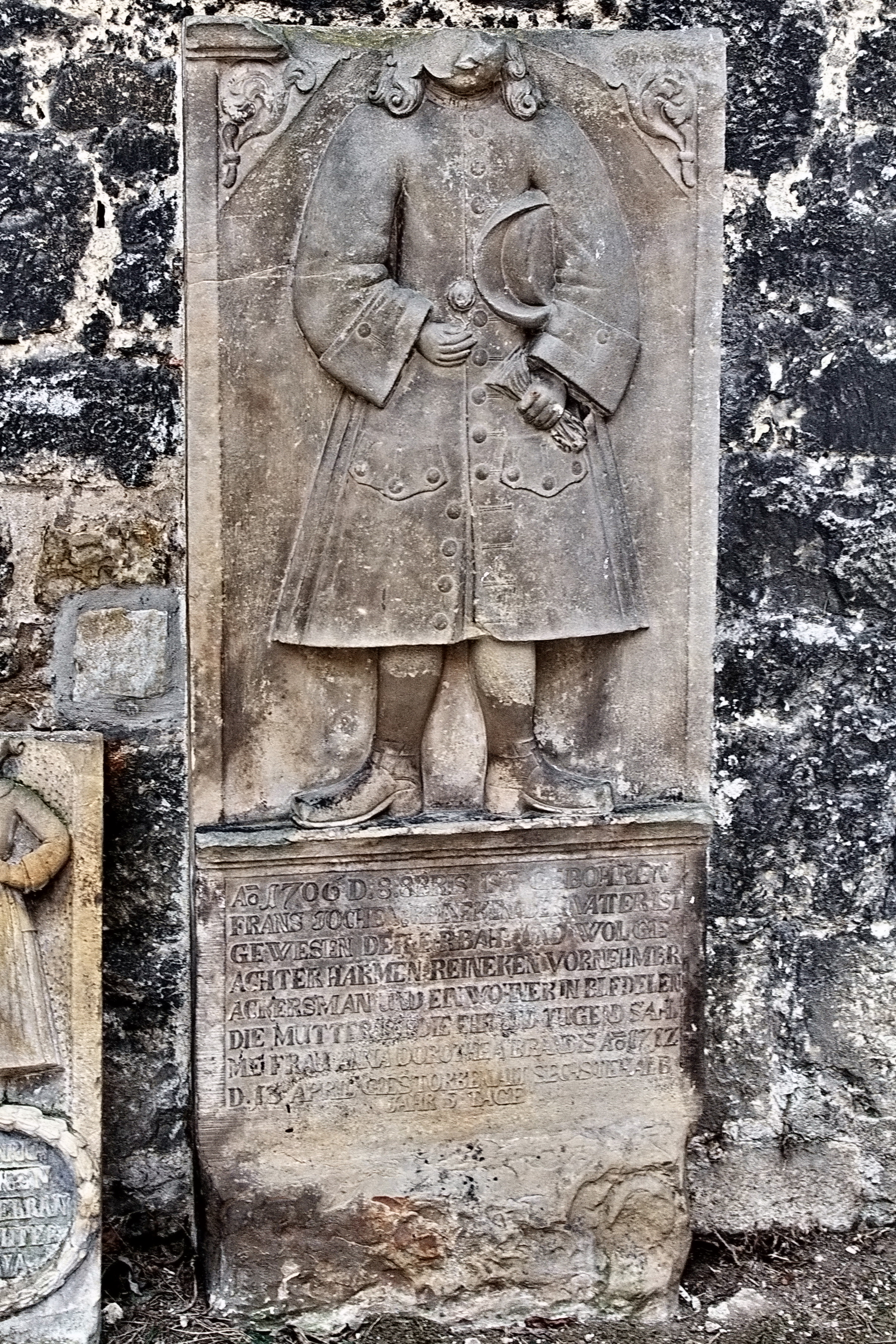
Grabinschrift

Der Eingang der Kirche befindet sich auf der Südseite. Neben der Tür ist die Grabplatte des Pastors Vilter angebracht, sie ist aus Sandstein, 205 cm hoch, 105 cm breit. Die Inschrift zeigt das Geburtsdatum (Hildesheim, 15. August 1675) und das Todesjahr (1734) Vilters, sowie den Namen seiner Ehefrau Catharina Margaretha von der Wisch.
Eine weitere Grabplatte ist rechts neben dem Haupteingang zu sehen. Es ist die der Ilsa Margaretha Nöldecken, geb. 1673, verheiratet mit Pastor von der Wisch.

## Kirchturm
Der Kirchturm weist einen nahezu quadratischen Grundriss auf und ist aus Kalksteinquadern errichtet. Das Glockengeschoss hat zweiteilige, rundbogige Schallöffnungen innerhalb der rundbogigen Nischen. Der Eingang befindet sich auf der Südseite. Neben der Tür ist die Grabplatte des Pastors Vilter, aus Sandstein angebracht. Eine weitere Grabplatte ist rechts neben dem Haupteingang angelehnt. Der Taufstein, früher im Turmraum, hat jetzt seinen Platz im Altarraum, wo er erhöht aufgestellt ist und einen Messingdeckel bekommen hat. Im Chorraum befindet sich auch die Tafel mit den Namen der Gefallenen des Ersten Weltkrieges.

## Kronleuchter
Aus älterer Zeit sind drei Kronleuchter erhalten geblieben. Der älteste stammt aus dem 16. Jahrhundert und hat zwölf S-förmig geschwungene Arme. Am unteren Spindelende ist ein doppelseitiger Löwenkopf und als Bekrönung eine langbärtige Kriegergestalt zu sehen. Der andere ist etwa fünfzig Jahre jünger. Der dritte Kronleuchter hängt nicht mehr im Kirchenraum.

## Glocke
Von außerordentlichem Altertumswert ist die große Glocke der Kirche. Sie zeigt in spätromanischer Schrift den Hinweis: Anno d(omini) M CC XL IX fusa est, übersetzt im Jahre des Herrn 1249 ist sie gegossen. Das Jahr, in dem die Glocke gegossen wurde, fällt in die Blütezeit des Hauses von Bledeln. Es ist anzunehmen, dass es die Familie von Bledeln gewesen ist, die ihrem Namensdorf als Patrone des Gotteshauses die Glocke stifteten.